# 奥列格·库钦
奥列格·伊万诺维奇·库钦（烏克蘭語：Олег Іванович Куцин；1965年11月23日—2022年6月19日），乌克兰政治和军事人物，曾任全乌克兰联盟“自由”负责人。他同時也是喀尔巴阡西奇营的创始人及佳奇夫区国家行政学院第一副院长。（2005-2006年），并两次当选为佳奇夫市议会议员。

## 生平
奥列塔·库钦于1965年11月23日出生在伊万诺-弗兰科夫斯克，当时他的父母仍在升学。之后库钦毕业于佳奇夫第一中学（现为瓦西尔·格伦吉-顿斯基第一中学）。2005年至2006年，他担任佳奇夫区国家行政学院第一副院长。

## 事迹
1989年，库钦加入了乌克兰人民运动。1989年10月4日，虽然共产党当局严令禁止，但乌克兰国旗还是在乌克兰人民运动成立大会上于他的家乡佳奇夫首次升起。
2014年，他创建了喀尔巴阡西奇营，投身顿巴斯战争。2014年12月，库钦在第二次顿涅茨克机场战役中受伤。2017年3月，俄罗斯联邦侦查委员会以向顿巴斯地区炮击为由对奥列格·库钦提起刑事诉讼。
2022年6月，库钦在伊久姆战役与俄军作战时牺牲。